# The Dandy Warhols
The Dandy Warhols is een Amerikaanse band die in 1992 werd opgericht in Portland. De band combineert shoegaze met psychedelische muziek en powerpop. De band bestaat uit Courtney Taylor-Taylor (zang, gitaar), Zia McCabe (keyboard), Peter Loew (gitaar) en Brent DeBoer (drums). 

## Geschiedenis
De Boer verving in 1999 Eric Hedford. Twee jaar later werd de band bekend met de hit Bohemian Like You, die telecommaatschappij Vodafone werd gebruikt in een reclamespotje. Ook schreef de groep een herkenningsmelodie voor het tv-programma MythBusters. De naam van de band is gebaseerd op de naam van de popartkunstenaar Andy Warhol.
Het nummer "We Used to Be Friends", afkomstig van het vierde studioalbum Welcome to the Monkey House (2003), is gebruikt als titelsong in Veronica Mars en als soundtrack voor Thrillville: Off the Rails en FIFA Football 2004.

## Discografie
Studioalbums
- Dandys Rule OK, 1995
- The Dandy Warhols Come Down, 1997
- Thirteen Tales from Urban Bohemia, 2000
- Welcome to the Monkey House, 2003
- The Black Album, 2004
- Odditorium or Warlords of Mars, 2005
- Earth to the Dandy Warhols, 2008
- The Dandy Warhols Are Sound, 2009
- This Machine, 2012
- Distortland, 2016
- Why You So Crazy, 2019
- Tafelmuzik Means More When You're Alone, 2020
- Rockmaker, 2024

## Hitlijsten

### Albums
| Album met eventuele hitnotering(en) in de Nederlandse Album Top 100 | Datum van verschijnen | Datum van binnenkomst | Hoogste positie | Aantal weken | Opmerkingen |
| ------------------------------------------------------------------- | --------------------- | --------------------- | --------------- | ------------ | ----------- |
| Thirteen Tales from Urban Bohemia                                   | 01-08-2000            | 20-04-2002            | 70              | 9            |             |
| This Machine                                                        | 20-04-2012            | 05-05-2012            | 99              | 1            |             |

| Album met hitnotering(en) in de Vlaamse Ultratop 200 albums | Datum van verschijnen | Datum van binnenkomst | Hoogste positie | Aantal weken | Opmerkingen |
| ----------------------------------------------------------- | --------------------- | --------------------- | --------------- | ------------ | ----------- |
| Welcome to the monkey house                                 | 2003                  | 07-06-2003            | 46              | 1            |             |
| This machine                                                | 2012                  | 19-05-2012            | 172             | 2            |             |

### Singles
| Single met eventuele hitnotering(en) in de Nederlandse Top 40 | Datum van verschijnen | Datum van binnenkomst | Hoogste positie | Aantal weken | Opmerkingen                                                           |
| ------------------------------------------------------------- | --------------------- | --------------------- | --------------- | ------------ | --------------------------------------------------------------------- |
| Not if You Were the Last Junkie on Earth                      | 1998                  | -                     |                 |              | Nr. 98 in de Mega Top 100                                             |
| Bohemian Like You                                             | 2000                  | -                     |                 |              | Nr. 91 in de Mega Top 100                                             |
| Godless                                                       | 2001                  | 16-06-2001            | tip19           | -            | Nr. 86 in de Mega Top 100                                             |
| Bohemian Like You                                             | 2001                  | 06-04-2002            | 19              | 6            | Nr. 24 in de Mega Top 100                                             |
| Horny as a Dandy                                              | 2006                  | 11-03-2006            | tip3            | -            | met Mousse T. / Nr. 38 in de Single Top 100 / Nr.38 in de Mega Top 50 |

| Single met hitnotering(en) in de Vlaamse Ultratop 50 | Datum van verschijnen | Datum van binnenkomst | Hoogste positie | Aantal weken | Opmerkingen   |
| ---------------------------------------------------- | --------------------- | --------------------- | --------------- | ------------ | ------------- |
| Horny as a Dandy                                     | 2006                  | 18-03-2006            | 37              | 3            | met Mousse T. |

### NPO Radio 2 Top 2000
Van The Dandy Warhols stond alleen Bohemian Like You in 2015 in de NPO Radio 2 Top 2000, op plek 2000.